# Clayton (nome)
Clayton  è un nome proprio di persona inglese maschile.

## Varianti
- Maschile: Klayton[2]
- Maschile: Kleiton[2]
  - Ipocoristici: Clay[1][2]

## Origine e diffusione
Riprende l'omonimo cognome inglese, che a sua volte trae origine da un toponimo antico inglese che significa letteralmente "insediamento/colonia di argilla" (clay).

## Onomastico
Il nome è adespota. Le persone che portano questo nome possono quindi festeggiare il proprio onomastico il 1º novembre, giorno dedicato alla festa di Ognissanti.

## Persone

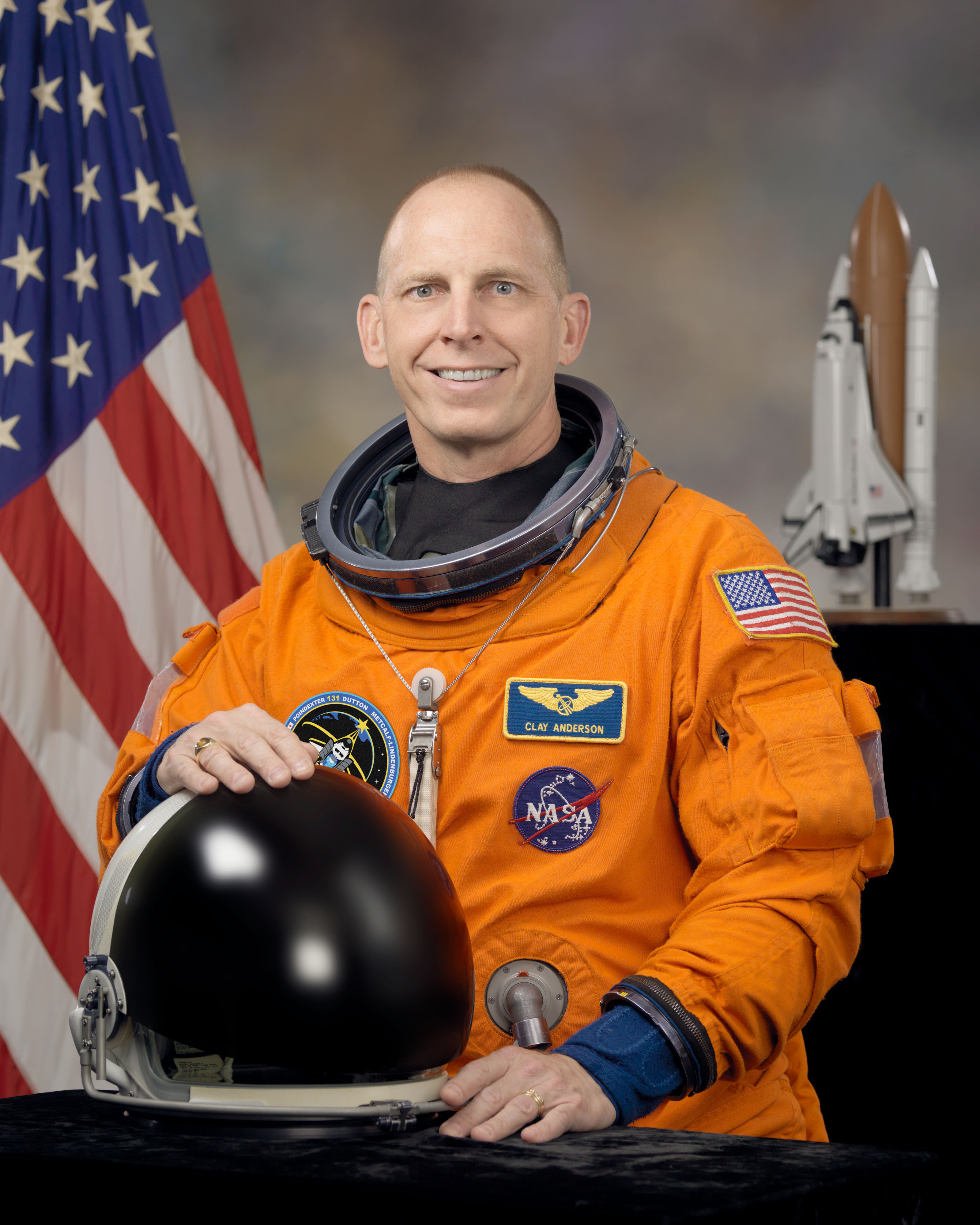
Clayton Anderson

- Clayton Anderson, astronauta statunitense
- Clayton Baptistella, giocatore di calcio a 5 brasiliano naturalizzato italiano
- Clayton Beddoes, giocatore di hockey su ghiaccio e allenatore di hockey su ghiaccio statunitense
- Clayton Ince, calciatore trinidadiano
- Clayton Norcross, attore statunitense
- Clayton Rawson, scrittore, editore e prestigiatore amatoriale statunitense
- Clayton Stanley, pallavolista statunitense
- Clayton Zane, calciatore australiano

## Il nome nelle arti
- Clayton Farlow è un personaggio della serie televisiva Dallas, interpretato dall'attore Howard Keel[3].